# Ministère du Loisir, de la Chasse et de la Pêche
Le ministère du Loisir, de la Chasse et de la Pêche est un ancien ministère ayant fait partie du  gouvernement du Québec jusqu'en janvier 1994. Depuis cette date les responsabilités ayant trait aux loisirs, à la chasse et à la pêche ont été réparties entre plusieurs ministères. Le ministère a définitivement disparu en juin 1994 et a été en grande partie remplacé par le ministère de l'Environnement et de la Faune.

## Missions
Lors de sa dissolution le ministère était principalement chargé:
- De la promotion du sport et des loisirs ;
- Du soutien aux équipements de loisirs ;
- Du soutien à la gestion des ressources fauniques et à la SÉPAQ.

Les deux premiers éléments (ainsi que la gestion de la SÉPAQ) sont transférés au ministère des Affaires municipales alors que le dernier est transféré au ministère de l'Environnement et de la Faune.
La protection de la faune ainsi que le développement du loisir, des sports, de la chasse et de la pêche faisait déjà partie des missions inscrites dans la loi constitutive.

## Historique
Lors de sa constitution le ministère récupère les ressources, archives et personnels du Haut-commissariat à la jeunesse, aux loisirs et aux sports.

## Liste des ministres
| Titulaire Parti                                 | Titulaire Parti                                 | Début                                           | Fin                                             | Cabinet      |
| ----------------------------------------------- | ----------------------------------------------- | ----------------------------------------------- | ----------------------------------------------- | ------------ |
| Ministre du Loisir, de la Chasse et de la Pêche | Ministre du Loisir, de la Chasse et de la Pêche | Ministre du Loisir, de la Chasse et de la Pêche | Ministre du Loisir, de la Chasse et de la Pêche | Lévesque     |
|                                                 | Lucien Lessard Parti québécois                  | 21 septembre 1979                               | 9 septembre 1982                                | Lévesque     |
|                                                 | Guy Chevrette Parti québécois                   | 9 septembre 1982                                | 29 novembre 1984                                | Lévesque     |
|                                                 | Jacques Brassard Parti québécois                | 29 novembre 1984                                | 3 octobre 1985                                  | Lévesque     |
| 3 octobre 1985                                  | Jacques Brassard Parti québécois                | 12 décembre 1985                                | P.M. Johnson                                    |              |
|                                                 | Yvon Picotte Libéral                            | 12 décembre 1985                                | 11 octobre 1989                                 | Bourassa (2) |
|                                                 | Gaston Blackburn Libéral                        | 11 octobre 1989                                 | 11 janvier 1994                                 | Bourassa (2) |

## Organismes liés
Les organismes suivants ont été liés au ministère du Loisir, de la Chasse et de la Pêche,:
- La Régie de la sécurité dans les sports ;
- La Régie des installations olympiques ;
- La Société des établissements de plein air du Québec (SÉPAQ).